# 巴加耶夫斯卡亞區

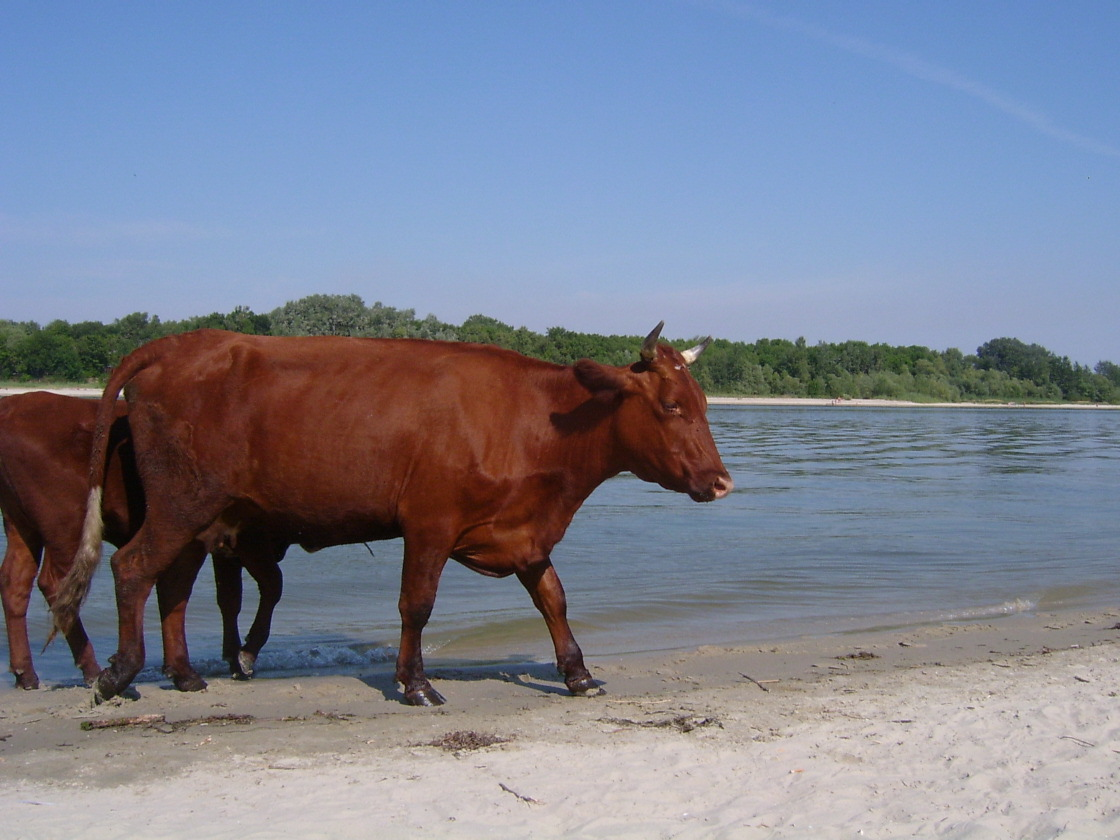

47°19′N 40°23′E / 47.317°N 40.383°E
巴加耶夫斯卡亞區（俄语：Багаевский район），是俄羅斯的一個區，位於該國西南部，由羅斯托夫州負責管轄，面積950.6平方公里，2010年人口34,813，人口密度每平方公里36.62人。